# MKB-10 Poglavje XIII: Bolezni mišično-skeletnega sistema in vezivnega tkiva
| Mednarodna klasifikacija bolezni in sorodnih zdravstvenih problemov 10. popravljena izdaja | Mednarodna klasifikacija bolezni in sorodnih zdravstvenih problemov 10. popravljena izdaja | Mednarodna klasifikacija bolezni in sorodnih zdravstvenih problemov 10. popravljena izdaja     |
| Poglavje                                                                                   | Kategorije                                                                                 | Naslov                                                                                         |
| ------------------------------------------------------------------------------------------ | ------------------------------------------------------------------------------------------ | ---------------------------------------------------------------------------------------------- |
| I                                                                                          | A00-B99                                                                                    | Nekatere infekcijske in parazitske bolezni                                                     |
| II                                                                                         | C00-D48                                                                                    | Neoplazme                                                                                      |
| III                                                                                        | D50-D89                                                                                    | Bolezni krvi in krvotvornih organov in nekatere bolezni, pri katerih je udeležen imunski odziv |
| IV                                                                                         | E00-E90                                                                                    | Endokrine, prehranske in presnovne bolezni                                                     |
| V                                                                                          | F00-F99                                                                                    | Duševne in vedenjske motnje                                                                    |
| VI                                                                                         | G00-G99                                                                                    | Bolezni živčevja                                                                               |
| VII                                                                                        | H00-H59                                                                                    | Bolezni očesa in adneksov                                                                      |
| VIII                                                                                       | H60-H95                                                                                    | Bolezni ušesa in mastoida                                                                      |
| IX                                                                                         | I00-I99                                                                                    | Bolezni obtočil                                                                                |
| X                                                                                          | J00-J99                                                                                    | Bolezni dihal                                                                                  |
| XI                                                                                         | K00-K93                                                                                    | Bolezni prebavil                                                                               |
| XII                                                                                        | L00-L99                                                                                    | Bolezni kože in podkožja                                                                       |
| XIII                                                                                       | M00-M99                                                                                    | Bolezni mišično-skeletnega sistema in vezivnega tkiva                                          |
| XIV                                                                                        | N00-N99                                                                                    | Bolezni sečil in spolovil                                                                      |
| XV                                                                                         | O00-O99                                                                                    | Nosečnost, porod in poporodno obdobje                                                          |
| XVI                                                                                        | P00-P96                                                                                    | Nekatera stanja, ki izvirajo v obporodnem obdobju                                              |
| XVII                                                                                       | Q00-Q99                                                                                    | Prirojene malformacije, deformacije in kromosomske nenormalnosti                               |
| XVIII                                                                                      | R00-R99                                                                                    | Simptomi, znaki in nenormalni klinični in laboratorijski izvidi, ki niso uvrščeni drugje       |
| XIX                                                                                        | S00-T98                                                                                    | Poškodbe, zastrupitve in nekatere druge posledice zunanjih vzrokov                             |
| XX                                                                                         | V01-Y98                                                                                    | Zunanji vzroki obolevnosti in umrljivosti                                                      |
| XXI                                                                                        | Z00-Z99                                                                                    | Dejavniki, ki vplivajo na zdravstveno stanje in na stik z zdravstveno službo                   |
| XXII                                                                                       | U00-U99                                                                                    | Kode za posebno uporabo                                                                        |

Mednarodno klasifikacijo bolezni in sorodnih zdravstvenih problemov 10-ta revizija (MKB-10) objavlja Svetovna zdravstvena organizacija (WHO)..  Ta stran vsebuje MKB-10 Poglavje XIII: Bolezni mišično-skeletnega sistema in vezivnega tkiva.

## M00-M99 - Bolezni mišično-skeletnega sistema in vezivnega tkiva

### (M00-M25) Artropatije

#### (M00-M03) Infekcijske artropatije
- (M00) Gnojni artritis
  - (M00.0) Stafilokokni artritis in poliartritis
  - (M00.1) Pnevmokokni artritis in poliartritis
  - (M00.2) Druge vrste streptokokni artritis in poliartritis
  - (M00.8) Artritis in poliartritis zaradi nekaterih drugih bakterij
  - (M00.9) Gnojni artritis, neopredeljen
    - Infekcijski artritis BDO

- (M01) Neposredne infekcije sklepa pri infekcijskih in parazitskih boleznih uvrščenih drugje
  - (M01.0)* Meningokokni artritis (A39.8)*
  - (M01.1)* Tuberkolozni artritis (A18.0)*
  - (M01.2)* Artritis pri Lymski boreliozi(A69.2)*
  - (M01.3)* Artritis pri drugih bakterijskih boleznih, uvrščenih drugje

Artritis pri
- gobavosti (lepri)[Hnsenova bolezen] (A30.-)
- lokaliziranih salmonelnih infekcijah (A02.2)
- tifusu in paratifusu (A01.-)

Gonokokni artritis (A54.4)
- (M02) Reaktivne artropatije
  - (M02.0) Artropatija po črevesnem obvodu
  - (M02.1) Postdizenterična artropatija
  - (M02.2) Postimunizacijska artropatija
  - (M02.3) Reiterjeva bolezen
  - (M02.8) Druge reaktivne artropatijw
  - (M02.9) Reaktivna artropatija, neopredeljena

- (M03) Poinfekcijske in reaktivne artropatije pri boleznih, uvrščenih drugje

#### (M05-M14) Vnetne poliartropatije
- (M05) Seropozitivni revmatoidni artritis
  - (M05.0) Feltyjev sindrom
  - (M05.1) Revmatoidna bolezen pljuč (revmatična pljuča)
  - (M05.2) Revmatoidni vaskulitis
  - (M05.3) Revmatoidni artritis s prizadetostjo drugih organov in sistemov
  - (M05.8) Druge vrste seropozitivni revmatoidni artritis
  - (M05.9) Seropozitivni revmatoidni artritis, neopredeljen

- (M06) Druge vrste revmatoidni artritis
  - (M06.0) Seronegativni revmatoidni artritis
  - (M06.1) Stillova bolezen z začetkom v odrasli dobi
  - (M06.2) Revmatoidni burzitis
  - (M06.3) Revmatoidni vozlič
  - (M06.4) Vnetna poliartropatija
  - (M06.8) Druge vrste revmatoidni artritis
  - (M06.9) Revmatoidni artritis, neopredeljen

- (M07) Psoriatične in enteropatične artropatije
  - (M07.0) Distalna interfalangealna psoriatična atropatija
  - (M07.1) Mutilizirajoči artritis
  - (M07.2) Psoriatični artritis
  - (M07.3) Druge vrste psoriatična atropatija
  - (M07.4) Artropatija pri Crohnovi bolezni (regionalni enteritis)
  - (M07.5) Artropatija pri ulceroznem kolitisu
  - (M07.6) Druge enteropatične artropatije

- (M08) Juvenilni artritis
  - (M08.0) Juvenilni revmatoidni artritis
  - (M08.1) Juvenilni ankilozirajoči spondilitis
  - (M08.2) Juvenilni artritis s sistemskim začetkom
    - Stillova bolezen BDO

  - (M08.3) Juvenilni poliartritis (seronegativni)
  - (M08.4) Pavciartikularni juvenilni artritis
  - (M08.8) Druge vrste juvenilni artritis
  - (M08.9) Juvenilni artritis, neopredeljen

- (M09) Juvenilni artritis pri boleznih, uvrščenih drugje

- (M10) Protin (giht)
  - (M10.0) Idiopatski protin
    - Protinski burzitis
    - Primarni protin

  - (M10.1) S svincem povzročen protin
  - (M10.2) S zdravili povzročen protin
  - (M10.3) Protin zaradi motenega delovanja ledvic
  - (M10.4) Druga vrsta sekundarnega protina
  - (M10.9) Protin, neopredeljen

- (M11) Druge, s kristali povzročene artropatije
  - (M11.0) Bolezen odlaganja hidroksiapatita
  - (M11.1) Družinska hondrokalcinoza
  - (M11.2) Druge hondrokalcinoze
  - (M11.8) Druge opredeljene s kristali povzročene artropatije
  - (M11.9) S kristali povzročena artropatija, neopredeljena

- (M12) Druge specifične artropatije
  - (M12.0) Kronična postravmatična artropatija (Jaccoud)
  - (M12.1) Kaschin-Beckova bolezen
  - (M12.2) Villonodularni sinovitis (pigmentni)
  - (M12.3) Palindromni revmatizem
  - (M12.4) Intermitentna hidrartroza
  - (M12.5) Artropatija po poškodbi
  - (M12.8) Druge specifične artropatije], ki niso uvrščene drugje

- (M13) Drugi artritisi
  - (M13.0) Poliartritis, neopredeljen
  - (M13.1) Monoartritis, ki ni uvrščen drugje
  - (M13.8) Drugi opredeljeni artritis
    - Alergični artritis

  - (M13.9) Artritis, neopredeljen
    - Artropatija BDO

- (M14) Artropatije pri drugih opredeljenih boleznih, uvrščenih drugje
  - (M14.0) Protinska artropatija zaradi encimskih pomanjkljivosti in drugih podedovanih motenj
  - (M14.1) S kristali povzročena artropatija pri drugih presnovnih boleznih
  - (M14.2) Diabetična artropatija
  - (M14.3) Lipoidni dermatoartritis
  - (M14.4) Artropatija pri amidilozi
  - (M14.5) Artropatije pri drugih endokrinih, prehranskih in presnovnih boleznih
  - (M14.6) Nevropatska artropatija
    - Charcotova artropatija

  - (M14.8) Artropatije pri drugih opredeljenih boleznih, uvrščenih drugje

#### (M15-M19)Artroze
- (M15) Poliartroza
  - (M15.0) Primarna generalizirana (osteo)artroza
  - (M15.1) Heberdenovi vozliči (z artropatijo)
  - (M15.2) Bouchardovi vozliči (z artropatijo)
  - (M15.3) Sekundarna multipla artroza
  - (M15.4) Erozivna (osteo)artroza
  - (M15.8) Druge vrste poliartroze
  - (M15.9) Poliartroza, neopredeljena
    - Generalizirani osteoartritis BDO

- (M16) Artroza kolka (koksartroza)
  - (M16.0) Primarna artroza kolka, obojestranska
  - (M16.1) Druge vrste primarna artroza kolka
    - BDO
    - enostranska

  - (M16.2) Artroza kolka zaradi displazije, obojestranska
  - (M16.3) Druge vrste displastična artroza kolka
  - (M16.4) Artroza kolka po poškodbi, obojestranska
  - (M16.5) Druge vrste artroza kolka po poškodbi
  - (M16.6) Druge vrste sekundarna artroza kolka, obojestranska
  - (M16.7) Druge vrste sekundarna artroza kolka
  - (M16.9) Artroza kolka, neopredeljena
- (M17) Artroza kolena gonartroza
  - (M17.0) Primarna artroza kolena, obojestranska
  - (M17.1) Druge vrste primarna artroza kolena
    - BDO
    - enostranska

  - (M17.2) Artroza kolena po poškodbi, obojestranska
  - (M17.3) Druge vrste artroza kolena po poškodbi
    - BDO
    - enostranska

  - (M17.4) Druge vrste sekundarna artroza kolena, obojestranska
  - (M17.5) Druge vrste sekundarna artroza kolena
    - BDO
    - enostranska

  - (M17.9) Artroza kolena, neopredeljena
- (M18) Artroza prvega karpometakarpalnega sklepa
- (M19) Druge vrste artroze
  - (M19.0) Primarna artroza drugih sklepov
    - Primarna artroza BDO

  - (M19.1) Artroza drugih sklepov po poškodbi
    - Artroza drugih sklepov po poškodbi BDO

  - (M19.2) Druge sekundarne artroze
    - Sekundarna artroza BDO

  - (M19.8) Druge vrste opredeljena artroza
  - (M19.9) Artroza, neopredeljena

#### (M20-M25) Druge motnje sklepa
- (M20) Pridobljena deformacija prstov rok in stopal
  - (M20.0) Deformacija prstov rok
    - Boutonnièrova deformacija in deformacija v obliki labodjega vratu

  - (M20.1) Izkrivljen nožni palec (Hallux valgus) (pridobljen)
    - Bunion (oteklina na nogi)

  - (M20.2) Neupogljivi nožni palec (Hallux rigidus)
  - (M20.3) Druge vrste deformacija nožnega palca (pridobljena)
    - Navznoter upognjen nožni palec (Hallux varus)

  - (M20.4) Druge vrste navzgor upognjenega prsta stopala (kladivasti prst) (pridobljen)
  - (M20.5) Druge vrste deformacija prstov stopala (pridobljena)
  - (M20.6) Pridobljena deformacija prstov stopala, neopredeljena

- (M21) Druge vrste pridobljeneih deformacij udov
  - (M21.0) Deformacija valgus (upognjenost navzven), ki ni uvrščena drugje
  - (M21.1) Deformacija varus (upognjenost navznoter), ki ni uvrščena drugje
  - (M21.2) Upogibna deformacija (fleksijska)
  - (M21.3) Padanje zapestja ali stpala (pridobljeno)
  - (M21.4) Ploska noga (pes planus) (pridobljena)
  - (M21.5) Pridobljena krempljasta, kepasta roka, krempljasta in kepasta noga
  - (M21.6) Druge pridobljene deformacije gležnja in noge
  - (M21.7) Neenaka dolžina uda (pridobljena)
  - (M21.8) Druge opredeljene pridobljene deformacije udov
  - (M21.9) Pridobljena deformacija uda, neopredeljena

- (M22) Okvare pogačice (patele)
  - (M22.0) Ponavljajoči se izpah velikih sklepov (dislokacija)
  - (M22.1) Ponavljajoči se nepopolni izpah pogačice (subluksacija)
  - (M22.2) Patelofemoralne motnje
  - (M22.3) Druge motnej pogačice
  - (M22.4) Zmehčanje hrustanca pogačice (hondromalacija)
  - (M22.8) Druge okvare pogačice
  - (M22.9) Okvara pogačice, neopredeljena

- (M23) Notranja motnja kolena
  - (M23.0) Citični meniskus
  - (M23.1) Diskoidni meniskus (prirojeni)
  - (M23.2) Motnja meniskusa taradi stare raztrganine ali poškodbe
  - (M23.3) Druge motnje meniskusa
    - Degenerirani meniskus
    - Razcepljeni meniskus
    - Zadržani meniskus

  - (M23.4) Prosto telo v kolenu
  - (M23.5) Kronična nestabilnost kolena
  - (M23.6) Druge vrste samodejne pretrganine kolenske vezi
  - (M23.8) Druge notranje motnje kolena
  - (M23.9) Notranja motnja kolena, neopredeljena

- (M24) Druge specifične motnje sklepa
  - (M24.0) Prosto telo v sklepu
  - (M24.1) Druge motnje sklepnega hrustanca
  - (M24.2) Motnja vezi
    - Ohlapnost vezi BDO

  - (M24.3) Patološki izpah (dislokacija) in nepopolni izpah (subluksacija) sklepov, ki ni uvrščen drugje
  - (M24.4) Ponavljajoči se izpah in nepopolni izpah sklepa
  - (M24.5) Kontraktura sklepa
  - (M24.6) Ankiloza sklepa
  - (M24.7) Protruzija kolčne ponvice (acetabula)
  - (M24.8) Druge opredeljene sklepne motnje, ki niso uvrščene drugje
    - Vzdražen kolk (iratibilen)

  - (M24.9) Sklepna motnja, neopredeljena

- (M25) Druge motnje sklepa, ki niso uvrščene drugje
  - (M25.0) Izliv krvi v sklep (hemartros)
  - (M25.1) Sklepna fistula
  - (M25.2) Mlahav sklep
  - (M25.3) Druge vrste nestabilnosti sklepa
  - (M25.4) Sklepni izliv
  - (M25.5) Sklepna bolečina
  - (M25.6) Okorelost sklepa, ki ni uvrščena drugje
  - (M25.7) Koščeni izrastek (osteofit)
  - (M25.8) Druge opredeljene motnje sklepa
  - (M25.9) Motnja sklepa, neopredeljena

### (M30-M36) Sistemske vezivnotkivne bolezni
- (M30) Nodozni poliarteritis (vozličasto vnetje žil) in sorodne motnje
  - (M30.0) Nodozni poliarteritis (vozličasto vnetje žil)
  - (M30.1) Poliarteritis s pljučno prizadetostjo (Churg-Straussov sindrom)
  - (M30.2) Juvenilni poliarteritis
  - (M30.3) Sluzničnokožni bezgavčni sindrom (Kawasaki)
  - (M30.8) Druga nodoznemu poliarteritisu sorodna stanja
    - Poliangiitični prekrivajoči se sindrom

- (M31) Druge vrste nekrotizirajoče žilne bolezni (vaskulopatije)
  - (M31.0) Hipersenzitivni angiitis
    - Goodpasturejev sindrom

  - (M31.1) Trombotična mikroangiopatija
  - (M31.2) Letalni granulom midline
  - (M31.3) Wegenerjeva granulomatoza
  - (M31.4) Sindrom aortnega loka (Takayasu)
  - (M31.5) Gigantocelični arteritis z revmatično polimialgijo
  - (M31.6) Druge vrste gigantocelični arteritis
  - (M31.7) Microscopic polyangiitis
  - (M31.8) Druge opredeljene nekrotizirajoče vaskulopatije
  - (M31.9) Nekrotizirajoča vaskulopatija, neopredeljena

- (M32) Sistemski lupus eritematozus
  - (M32.0) Sistemski lupus eritematozus, ki ga sprožijo zdravila
  - (M32.1) Sistemski lupus eritematozus s prizadetostjo enega ali več organov
    - Libman-Sacksova bolezen
    - Lupus pericarditis

  - (M32.8) Druge vrste  sistemski lupus eritematozus
  - (M32.9) Sistemski lupus eritematozus, neopredeljena

- (M33) Dermatopolimiozitis
  - (M33.0) Juvenilni dermatomiozitis
  - (M33.1) Druge vrste dermatomiozitis
  - (M33.2) Polimiozitis

- (M34) Sistemska skleroza
  - (M34.0) Progresivna sistemska skleroza
  - (M34.1) Sindrom CR(E)ST
  - (M34.2) Sistemska skleroza, ki jo povzročajo zdravila in kemikalije
  - (M34.8) Druge vrste sistemske skleroze
  - (M34.9) Sistemska skleroza, neopredeljena

- (M35) Druge vrste sistemsko vezivnotkivne bolezni
  - (M35.0) Sjögrenov sindrom (sicca sindrom)
  - (M35.1) Drugi prekrivajoči se sindromi
    - Mešana vezivnotkivna bolezen

  - (M35.2) Behçetova bolezen
  - (M35.3) Revmatična polimialgija
  - (M35.4) Difuzni (eozinofilni) fasciitis
  - (M35.5) Mnogožariščna (multifokalna) fibroskleroza
  - (M35.6) Ponavljajoče se vnetje maščevja (panikulitis) (Weber-Christian)
  - (M35.7) Hipermobilinostni sindrom
    - Družinska ohlapnost vezi

  - (M35.8) Druga opredeljena sistemska vezivnotkivna bolezen
  - (M35.9) Sistemska vezivnotkivna bolezen, neopredeljena
    - Avtoimunska bolezen (sistemska) BDO
    - Kolagenska (žilna) bolezen BDO

- (M36) Sistemske bolezni vezivnega tkiva pri boleznih, uvrščenih drugje
  - (M36.0) Dermato(poli)miozitis pri neoplazmah (C00-D48)
  - (M36.1) Artropatija pri neoplazmah (C00-D48)
    - Artropatija pri:
      - levkemiji (C91-C95)
      - maligni histiocitozi (C96.1)
      - multiplem mielomu (C90.0)
- (M36.2) Hemofilična artropatija (D66-D68)
- (M36.3) Artropatija pri drugih krvnih motnjah (D50-D76)
- (M36.4) Artropatija pri hipersenzitivnih reakcijah, uvrščenih drugje 
  - Artropatija pri Henoch(-Schönleinovi) purpuri (D69.0)
- (M36.8) Sistemske vezivnotkivne bolezni pri drugih boleznih, uvrščenih drugje
  - Sistemske vezivnotkivne bolezni pri:
    - hipogamaglobulinemiji (D80.-)
    - ohronozi (E70.2)

### (M40-M54) Bolezni hrbta (dorzopatije)

#### (M40-M43) Deformirajoče bolezni hrbta
- (M40) Kifoza in lordoza
  - (M40.0) Posturalna kifoza (zaradi drže)
  - (M40.1) Druge vrste sekundarna kifoza
  - (M40.2) Druge vrste in neopredeljena kifoza
  - (M40.3) Sindro izravnanega hrbta (flatback sindrom)

- (M41) Skolioza

- (M42) Osteohondroza hrbtenice
  - (M42.0) Juvenilna osteochondroza hrbtenice
    - Calvejeva bolezen
    - Scheuermannova bolezen

  - (M42.1) Osteohondroza hrbtenice odraslih
  - (M42.9) Osteohondroza hrbtenice, neopredeljena

- (M43) Druge deformirajoče bolezni hrbta (dorzopatije)
  - (M43.0) Spondiloliza
  - (M43.1) Spondilolisteza
  - (M43.2) Druge vrste spojitve (fuzije) hrbtenice
    - Ankiloza hrbteničnega sklepa

  - (M43.6) Tortikolis
  - (M43.8) Druge opredeljene deformirajoče bolezni hrbta
  - (M43.9) Deformirajoča bolezen hrbta, neopredeljena
    - Ukrivljenost hrbtenice BDO

#### (M45-M49)Spondilopatije
- (M45) Ankilozirajoči spondilitis

- (M46) Druge vnetne spondilopatije
  - (M46.0) Spinalna entezopatija
  - (M46.1) Sakroiliitis, ki ni uvrščen drugje
  - (M46.2) Osteomielitis medvretenčne ploščice
  - (M46.3) Okužba medvretenčne ploščice (gnojna)
  - (M46.4) Discitis, neopredeljen
  - (M46.5) Druge vnetne spondilopatije
  - (M46.8) Druge opredeljene vnetne spondilopatije
  - (M46.9) Vnetna spondilopatija, neopredeljena
- (M47) Spondoloza

- (M48) Druge spondilopatije
  - (M48.0) Spinalna stenoza
  - (M48.1) Ankilozirajoča hiperostoza (Forestier)
  - (M48.2) Hrbtenica kissing
  - (M48.3) Spondilopatija zaradi poškodbe (travmatska)
  - (M48.4) Zlom vretenca zaradi utrujenosti kosti
    - StresStresni zlom vretenca

  - (M48.5) Sesedena vretenca, ki niso uvrščene drugje
    - Klinasta vretenca BDO

  - (M48.8) Druge opredeljene spondilopatije
  - (M48.9) Spondilopatija, neopredeljena

- (M49) Spondilopatije pri boleznih, uvrščenih drugje
  - (M49.0) Tuberkuloza hrbtenice
    - Pottova ukrivljenost hrbtenice

  - (M49.1) Brucelozni spondilitis
  - (M49.2) Enterobakterijski spondilitis
  - (M49.3) Spondilopatija pri drugih infekcijskih in parazitskih boleznih, uvrščenih drugje
  - (M49.4) Nevropatska spondilopatija
  - (M49.5) Sesedeno vretence pri boleznih, uvrščenih drugje
    - Metastatski zlom vretenca

  - (M49.8) Druge spondilopatije pri drugih boleznih, uvrščenih drugje

#### (M50-M54) Druge bolezni hrbta (dorzopatije)
- (M50) Okvare medvretenčne ploščice (diskusa) cerikvalne hrbtenice

- (M51) Druge okvare medvretenčne ploščice (diskusa) cerikvalne hrbtenice
  - (M51.0) Okvare medvretenčne ploščice lumbalne in drugih delov hrbtenice zmielopatijo
  - (M51.1) Okvare medvretenčne ploščice lumbalne in drugih delov hrbtenice z radikulopatijo
  - (M51.2) Druge vrste opredeljeni premik medvretenčne ploščice
  - (M51.3) Druge vrste opredeljena degeneracija medvretenčne ploščice
  - (M51.4) Schmorlovi vozliči
  - (M51.8) Druge opredeljene okvare medvretenčne ploščice
  - (M51.9) Okvara medvretenčne ploščice, neopredeljena

- (M53) Druge bolezni hrbta (dorzopatije), ki niso uvrščene drugje
  - (M53.0) Cervikokranialni sindrom
  - (M53.1) Cervikobrahialni sindrom
  - (M53.2) Spinalna nestabilnost
  - (M53.3) Križnotrtične okvare, ki niso uvrščene drugje
    - Kokcigodinija (bolečina v trtici)

  - (M53.8) Druge opredeljene dorzopatije
  - (M53.9) Bolezen hrbta, neopredeljena

- (M54) Bolečina v hrbtu (dorzalgija)
  - (M54.0) Vnetje maščevja (panikulitis) v predelu vratu in hrbta
  - (M54.1) Radikulopatija
  - (M54.2) Cervikalgija (bolečina v vratu)
  - (M54.3) Išias
  - (M54.4) Lumbago (bolečina v križu) z išiasom
  - (M54.5) Bolečina v križu
  - (M54.6) Bolečina v torakalni hrbtenici
  - (M54.8) Druge vrste bolečina v hrbtu
  - (M54.9) Bolečina v hrbtu, neopredeljena

### (M60-M79) Motnje mehkega tkiva

#### (M60-M63) Mišične motnje
- (M60) Miozitis
  - (M60.0) Infekcijski miozitis
    - Tropski gnojni miozitis (piomiozitis)

  - (M60.1) Intersticijski miozitis
  - (M60.2) Tujkov granulom mehkega tkiva, ki ni uvrščen drugje
  - (M60.8) Druge vrste miozitis
  - (M60.9) Miozitis, neopredeljen

- (M61) Mišična kalcifikacija in osifikacija
  - (M61.0) Poškodbeni osificirajoči miozitis
  - (M61.1) Napredujoči osificirajoči miozitis
    - Progresivna osificirajoči fibrodisplazija

  - (M61.2) Paralitična mišična kalcifikacija in osifikacija
  - (M61.3) Mišična kalcifikacija in osifikacija pri opeklinah
  - (M61.4) Druge vrste mišična kalcifikacija
  - (M61.5) Druge vrste mišična osifikacija
  - (M61.9) Mišična kalcifikacija in osifikacija, neopredeljena

- (M62) Druge mišične motnje
  - (M62.0) razmaknitev mišice (diastaza)
  - (M62.1) Druge vrste raztrganina mišice (nepoškodbena)
  - (M62.2) Ishemični infarkt mišice
    - Kompartment sindrom, nepoškodbeni

  - (M62.3) Sindrom nepokretnosti (paraplegične)
  - (M62.4) Mišična kontraktura
  - (M62.5) Mišično propadanje in atrofija, ki ni uvrščeno drugje
    - Nedejavnostna atrofija BDO

  - (M62.6) Mišična napetost
  - (M62.8) Druge opredeljene mišične motnje
    - Mišična hernija

  - (M62.9) Mišična motnja, neopredeljena

- (M63) Mišične motnje pri boleznih, uvrščenih drugje

#### (M65-M68) Sinovijske in kitne motnje
- (M65) Sinovitis in tenosinovitis
  - (M65.0) Absces kitne ovojnice
  - (M65.1) Druge vrste infekcijski (teno)sinovitis
  - (M65.2) Kalcifirajoči tendinitis
  - (M65.3) Zaskočeni prst (trigger finger)
    - Nodularna kitna bolezen

  - (M65.4) Tenosinovitis radialnega stiloida (de Quervain)
  - (M65.8) Druge vrste sinovitis in tenosinovitis
  - (M65.9) Sinovitis in tenosinovitis, neopredeljena

- (M66) Samodejno pretrganje (sponatana ruptura) sinovije in kite
  - (M66.0) Predrtje poplitealne ciste
  - (M66.1) Pretrganje sinovije
  - (M66.2) Samodejno pretrganje kit iztegovak
  - (M66.3) Samodejno pretrganje kit upogibalk
  - (M66.4) Samodejno pretrganje drugih kit
  - (M66.5) Samodejno pretrganje neopredeljene kite

- (M67) Druge sinovijske in kitne motnje
  - (M67.0) Kratka Ahilova peta (pridobljena)
  - (M67.1) Druge vrste kontaktura kite (ovojnica)
  - (M67.2) Sinovijska hipertrofija, ki ni uvrščena drugje
  - (M67.3) Prehodni sinovitis
    - Toksični sinovitis

  - (M67.4) Ganglion
  - (M67.8) Druge opredeljene sinovijske in kitne motnje
  - (M67.9) Sinovijska in kitna motnja, neopredeljena

- (M68) Sinovijske in kitne motnje pri boleznih, uvrščenih drugje

#### (M70-M79) Druge motnje mehkega tkiva
- (M70) Motnje mehkega tkiva zaradi rabe, pretirane rabe in pritiska
  - (M70.0) Kronični krepitirajoči sinovitis roke in zapestja
  - (M70.1) Burzitis roke
  - (M70.2) Olekranonski burzitis
  - (M70.3) Druge vrste burzitis komolca
  - (M70.4) Prepatelarni burzitis
  - (M70.5) Druge vrste burzitis kolena
  - (M70.6) Trohanterični burzitis
    - Trohanterični tendinitis

  - (M70.7) Druge vrste burzitis kolka
    - Ishiadični burzitis

  - (M70.8) Druge motnje mehkega tkiva zaradi rabe, pretirane rabe in pritiska
  - (M70.9) Neopredeljena motnja mehkega tkiva zaradi rabe, pretirane rabe in pritiska

- (M71) Druge bolezni sluznih vrečk (burzopatije)
  - (M71.0) Absces sluzne vrečke (burze)
  - (M71.1) Druge vrste infekcijski burzitis
  - (M71.2) Sinovijska cista poplitealne kotanje(Bakerjeva cista)
  - (M71.3) Druge vrste cista sluzne vrečke
    - Sinovijska cista BDO

  - (M71.4) Kalcinacija v sluzni vrečki
  - (M71.5) Druge vrste burzitis, ki ni uvrščen drugje
  - (M71.8) Druge opredeljene bolezni sluznih vrečk (burzopatije)
  - (M71.9) Bolezen sluzne vrečke, neopredeljena
    - Burzitis BDO

- (M72) Motnje veziva (fibroblastične motnje)
  - (M72.0) Fibromatoza dlančne fascije (Dupuytren)
  - (M72.1) Zatrdline nad členki
  - (M72.2) Fibromatoza plantarne fascije
    - Plantarni fasciitis

  - (M72.4) Psevdosarkomatozna fibromatoza
    - Nodularni fasciitis

  - (M72.6) Nekrotizirajoči fasciitis
  - (M72.8) Druge motnje veziva
    - Absces fascij

  - (M72.9) Motnja veziva, neopredeljena
    - Fasciitis BDO
    - Fibromatoza BDO

- (M73) Motnje mehkega tkiva pri boleznih, uvrščenih drugje

- (M75) Okvare (lezije) rame
  - (M75.0) Adhezivni kapsulitis rame
  - (M75.1) Sindrom rotatorne manšete
  - (M75.2) Bicipitalni tendinitis
  - (M75.3) Kalcificirajoči tendinitis rame
  - (M75.4) Sindrom udarjene rame
  - (M75.5) Burzitis rame
  - (M75.8) Druge ramenske okvare
  - (M75.9) Ramenska okvara, neopredeljena

- (M76) Entezopatije spodnjega uda, razen stopala
  - (M76.0) Glutealni tendinitis
  - (M76.1) Tendinitis psoasa
  - (M76.2) IliaTrnasti izrastek črevničnega grebena
  - (M76.3) Sindrom iliotibialne vezi
  - (M76.4) Tibialni kolateralni burzitis (Pellegrini-Stieda)
  - (M76.5) Tendinitis pogačice (patele)
  - (M76.6) Tendinitis Ahilove kite
    - Burzitis Ahilove kite

  - (M76.7) Peronealni tendinitis
  - (M76.8) Druge entezopatije spodnjega uda, razen stopala
  - (M76.9) Entezopatija spodnjega uda, razen stopala, neopredeljena

- (M77) Druge entezopatije
  - (M77.0) Medialni epikondilitis
  - (M77.1) Lateralni epikondilitis
    - Teniški komolec

  - (M77.2) Periartritis zapestja
  - (M77.3) Trnasti izrastek petnice
  - (M77.4) Metatarzalgija (bolečina v predelu stopala)
  - (M77.5) Druge vrste entezopatije stopala
  - (M77.8) Druge entezopatije, ki niso uvrščene drugje
  - (M77.9) Entezopatija, neopredeljena
    - Kostni trnasti izrastek BDO
    - Kapsulitis BDO
    - Periartritis BDO
    - Tendinitis BDO

- (M79) Druge motnje mehkega tkiva, ki niso uvrščene drugje
  - (M79.0) Revmatizem, neopredeljen
    - Fibromialgija
    - Fibrozitis

  - (M79.1) Mialgia
  - (M79.2) Nevralgija in nevritis, neopredeljena
  - (M79.3) Panikulitis (vnetje maščevja), neopredeljen
  - (M79.4) Hipertrofija (infrapatelarne) maščobne blazinice
  - (M79.5) Zaostal tujek v mehkem tkivu
  - (M79.6) Bolečina v udu
  - (M79.8) Druge opredeljene motnje mehkega tkiva
  - (M79.9) Motnja mehkega tkiva, neopredeljena

### (M80-M90) Bolezni kosti (osteopatije)

#### (M80-M85) Motnje gostote in zgradbe kosti
- (M80) Osteoporoza s patološkim zlomom
  - (M80.0) Pomenopavzna osteoporoza s patološkim zlomom
  - (M80.1) Osteoporoza po ooforektomiji s patološkim zlomom
  - (M80.2) Nedejavnostna (inaktivitetna) osteoporoza s patološkim zlomom
  - (M80.3) Pooperativna malabsorpcijska osteoporoza s patološkim zlomom
  - (M80.4) Z zdravili sprožena osteoporoza s patološkim zlomom
  - (M80.5) Idiopatična osteoporoza s patološkim zlomom
  - (M80.8) Druge osteoporoze s patološkim zlomom
  - (M80.9) Neopredeljena osteoporoza s patološkim zlomom

- (M81) Osteoporoza brez patološkega zloma
  - (M81.0) Pomenopavzna osteoporoza
  - (M81.1) Osteoporoza po ooforektomiji
  - (M81.2) Nedejavnostna (inaktivitetna) osteoporoza
  - (M81.3) Pooperativna malabsorpcijska osteoporoza
  - (M81.4) Z zdravili sprožena osteoporoza
  - (M81.5) Idiopatska osteoporoza
  - (M81.6) Lokalizirana osteoporoza (Lequesne)
  - (M81.8) Druge osteoporoze
  - (M81.9) Osteoporoza, neopredeljena

- (M82) Osteoporoza pri boleznih, uvrščenih drugje

- (M83) Osteomalacija pri odraslih
  - (M83.0) Poporodna osteomalacija
  - (M83.1) Senilna osteomalacija
  - (M83.2) Osteomalacija odraslih zaradi malabsorpcije
  - (M83.3) Osteomalacija odraslih zaradi podhranjenosti
  - (M83.4) Aluminijska bolezen kosti
  - (M83.5) Druge vrste z zdravili povzročena osteomalacijas odraslih
  - (M83.8) Druge vrste osteomalacija odraslih
  - (M83.9) Osteomalacija odraslih, neopredeljena

- (M84) Motnje zveznosti kosti
  - (M84.0) Slabo zarasel zlom
  - (M84.1) Nezarasel zlom (psevdartroza)
  - (M84.2) Zakasnelo zaraščanje zloma
  - (M84.3) Stresni zlom, ki ni uvrščen drugje
  - (M84.4) Patološki zlom, ki ni uvrščen drugje
  - (M84.8) Druge motnje celovitosti (kontuitete) kosti
  - (M84.9) Motnja celovitosti kosti, neopredeljena

- (M85) Druge motnje gostote in zgradbe kosti
  - (M85.0) Fibrozna displazija (monostotična)
  - (M85.1) Skeletna fluoroza
  - (M85.2) Hiperostoza lobanje
  - (M85.3) Kondenzirajoči osteitis
  - (M85.4) Solitarna kostna cista
  - (M85.5) Anevrizemska kostna cista
  - (M85.6) Druge vrste kostna cista
  - (M85.8) Druge opredeljene motnje gostote in zgradbe kosti
    - Hiperostoza kosti, razen lobanje

  - (M85.9) Motnja gostote in zgradbe kosti, neopredeljena

#### (M86-M90) Druge bolezni kosti (osteopatije)
- (M86) Osteomielitis
  - (M86.0) Akutni hematogeni osteomielitis
  - (M86.1) Druge vrste akutni osteomielitis
  - (M86.2) Subakutni osteomielitis
  - (M86.3) Kronični multifokalni osteomielitis
  - (M86.4) Kronični osteomielitis z drenažno votlino
  - (M86.5) Druge vrste kronični hematogeni osteomielitis
  - (M86.6) Druge vrste kronični osteomielitis
  - (M86.8) Druge vrste osteomielitis
    - Brodiejev absces

  - (M86.9) Osteomielitis, neopredeljen
    - Infecija kosti BDO
    - Periostitis brez omembe osteomielitisa

- (M87) Osteonekroza
  - (M87.0) Idiopatična aseptična kostna nekroza
  - (M87.1) Osteonekroza zaradi zdravil
  - (M87.2) Osteonekroza po predhodni poškodbi
  - (M87.3) Druge vrste sekundarna osteonekroza
  - (M87.8) Druge vrste osteonekroza
  - (M87.9) Osteonekroza, neopredeljena
- (M88) Pagetova bolezen kosti (deformantni osteitis)
  - (M88.0) Pagetova bolezen lobanje
  - (M88.8) Pagetova bolezen drugih kosti
  - (M88.9) Pagetova bolezen, neopredeljena

- (M89) Druge bolezni kosti
  - (M89.0) Algonevrodistrofija
    - Sindrom rama-roka
    - Sudeckova atrofija
    - Simpatična refleksna distrofija

  - (M89.1) Ustavitev epifizealne rasti
  - (M89.2) Druge motnje kostnega razvoja in rasti
  - (M89.3) Hipertrofija kosti
  - (M89.4) Druge vrste hipertrofična osteoartropatija
    - Marie-Bambergerjeva bolezen
    - Pahidermoperiostoza

  - (M89.5) Osteoliza
  - (M89.6) Osteopatija po poliomielitisu (otroški paralizi)
  - (M89.8) Druge opredeljene bolezni kosti
    - Infantilna kortikalna hiperostoza
    - Popoškodbena subperiostalna osifikacija

  - (M89.9) Bolezen kosti, neopredeljena

- (M90) Bolezni kosti (osteopatije) pri boleznih, uvrščenih drugje
  - (M90.0) Kostna tuberkoloza (A18.0)
  - (M90.1) Periostitis pri drugih infekcijskih boleznih, uvrščenih drugje

Osteomielitis:
- ehinokokni (B67.2)
- gonokokni (A54.4)
- salmonelni (A02.2)

Sifilitična osteopatija ali osteohondropatija (A50.5, A52.7)
- (M90.3) Osteonekroza pri kesonski bolezni (T70.3)
- (M90.4) Osteonekroza zaradi hemoglobinopatije (D50-D64)
- (M90.5) Osteonekroza pri drugih boleznih, uvrščenih drugje
- (M90.6) Deformirajoči osteitis pri neoplazmah (C00-D48)
- (M90.7) Zlom kosti pri neoplazmah (C00-D48)
- (M90.8) Osteopatija pri drugih boleznih, uvrščenih drugje

### (M91-M94) Bolezni hrustanca (hondropatije)
- (M91) Juvenilna osteohondroza kolka in medenice
  - (M91.0) Juvenilna medenična osteohondroza
  - (M91.1) Juvenilna osteohondroza glavice stegnenice (Legg-Calvé-Perthes)
  - (M91.2) Ploski kolk (Coxa plana)
  - (M91.3) Psevdokoksalgija (lažna kolčna bolečina)

- (M92) Druge vrste juvenilna osteohondroza
  - (M92.0) Juvenilna osteohondroza nadlahtnica€nadlahtnice
  - (M92.1) Juvenilna osteohondroza koželjnice in podlahtnice
  - (M92.2) Juvenilna osteohondroza roke
  - (M92.3) Druge juvenilna osteohondroza zgornjega uda
  - (M92.4) Juvenilna osteohondroza pogačice
  - (M92.5) Juvenilna osteohondroza golenice in piščali
    - Položaj varus golenice (tibia vara)

  - (M92.6) Juvenilna osteohondroza narti
    - Kohlerjeva bolezen

  - (M92.7) Juvenilna osteohondroza stopala
  - (M92.8) Druge opredeljene juvenilna osteohondroza
    - Apofizitis petnice

  - (M92.9) Juvenilna osteohondroza, neopredeljena
    - Juvenilna osteohondroza (juvenilni, z neopredeljenim mestom): apofiszitis, epifizitis, osteohondritis, osteohondroza

- (M93) Druge osteohondropatije
  - (M93.0) Zdrknjena zgornja stegnenična epifiza (netravmatska)
  - (M93.1) Kienböckova bolezen pri odraslih
  - (M93.2) Disekantni osteohondritis
  - (M93.8) Druge opredeljene osteohondropatije
  - (M93.9) Osteohondropatija, neopredeljena
    - Osteohondropatija (ne pri odraslih, ne juvenilni, z neopredeljenim mestom): apofiszitis, epifizitis, osteohondritis, osteohondroza

- (M94) Druge bolezni hrustanca
  - (M94.0) Sindrom hrstančno-rebrnega spoja (Tietze)
  - (M94.1) Ponavljajoči se polihondritis
  - (M94.2) Hondromalacija
  - (M94.3) Hondroliza

### (M95-M99) Druge motnje mišično-skeletnega sistema in vezivnega tkiva
- (M95) Druge pridobljene deformacije mišično-skeletnega sistema in  vezivnega tkiva
  - (M95.1) Cvetačasto uho

- (M96) Mišičnoskeletne motnje po posegih, ki niso uvrščene drugje
  - (M96.0) Pseddartroza po spojitvi ali zatrditvi (artrodezi)
  - (M96.1) Sindrom po laminektomiji, ki ni uvrščen drugje
  - (M96.2) Kifoza po obsevanju (postradiacijska)
  - (M96.3) Postlaminektomiska kifoza
  - (M96.4) Lordoza po kirurškem posegu
  - (M96.5) Skolioza po obsevanju (postradiacijska)
  - (M96.6) Kostni zlom po vstavitvi ortopedskega pripomočka, umetnega sklepa, ali kostne plošče
  - (M96.8) Druge mišičnoskeletne okvare po posegih
  - (M96.9) Mišičnoskeletna motnja po posegu, neopredeljena

- (M99) Biomehanične okvare (lezije), ki niso uvrščene drugje